# Spaanse margriet
De Spaanse margriet (Osteospermum ecklonis, basioniem: Dimorphotheca ecklonis) is een uit Zuid-Afrika afkomstige plant, die in Nederland als eenjarige tuinplant wordt verkocht. Het geslacht Osteospermum omvat meer soorten en behoort tot de composietenfamilie.
Op de Zuid-Afrikaanse Rode Lijst wordt de soort als Dimorphotheca ecklonis vermeld in de categorie minste zorg (LC). De soort is endemisch in Zuid-Afrika en komt voor aan de zuidkust van het westelijk deel van de provincie Oost-Kaap.

## Uiterlijk
De bloemen zijn wisselend van kleur, variërend van (crème)wit, geel, roze, oranje naar paars. Ook de vorm van de bloemen varieert. Bij sommige rassen lijken de bloemblaadjes op eigen steeltjes te staan (zie de foto van de witte variant hieronder).
De Spaanse margriet is eigenlijk een vaste plant. De basis van de stam kan verhouten. De plant kan bij optimale omstandigheden 1 meter hoog worden, maar blijft vaak veel lager.

## Verzorging en vermeerdering

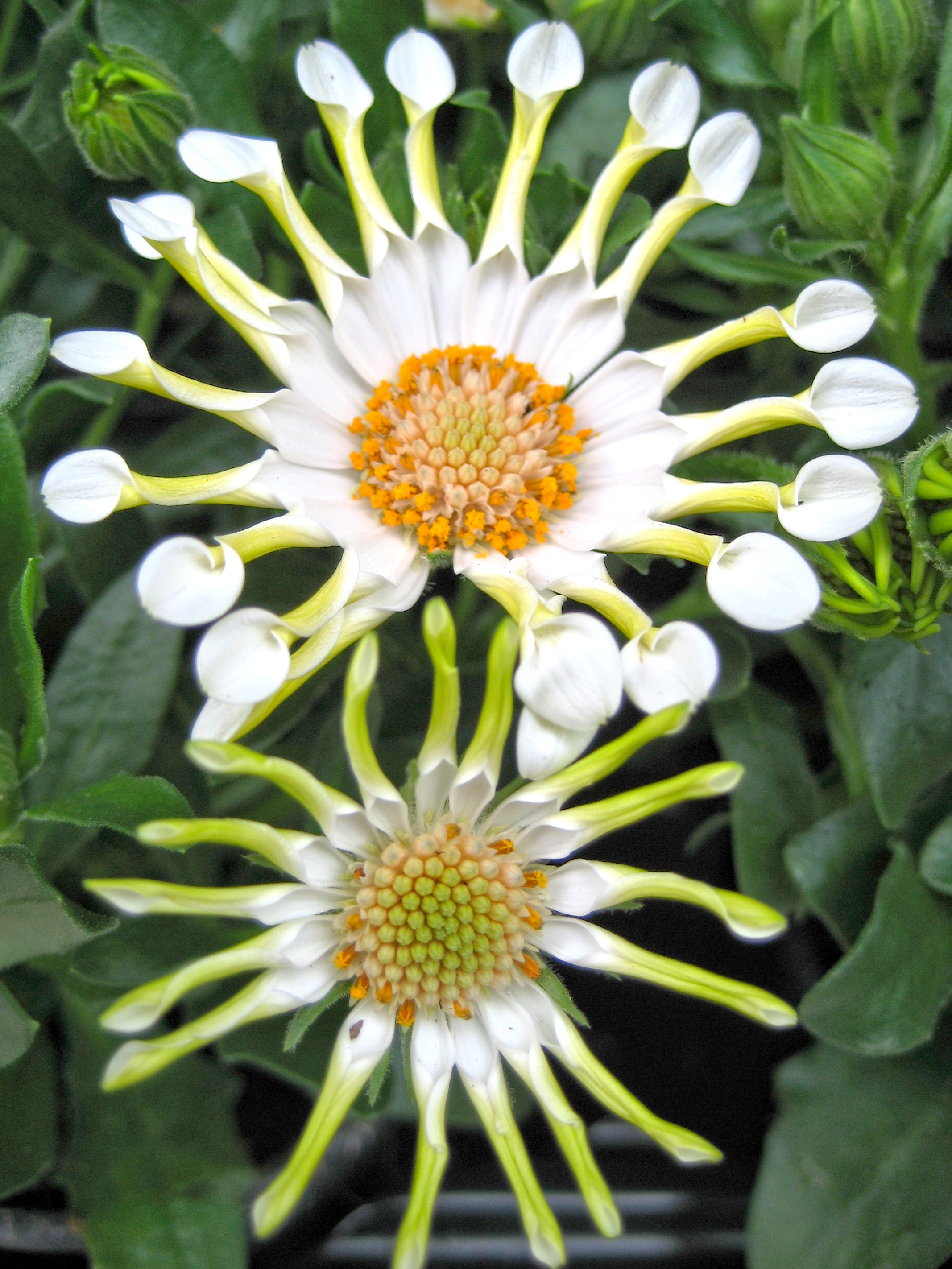
Close-up

De plant kan ook als kuipplant of balkonplant worden gehouden. Door de plant in de winter binnen te halen kan deze overwinteren. Stekken is een mogelijkheid om de plant te vermeerderen, met gebruik van bewortelingspoeder.
De Spaanse margriet gedijt het beste in de volle zon, in een arme, zanderige grond.

## Origineel voorkomen
De soort is endemisch in Zuid-Afrika, waar deze voorkomt in een klein gebied in Humansdorp, Port Elizabeth en het district Uitenhage. Het oorspronkelijk habitat van de plant wordt bedreigd door allerlei ontwikkelingen.
De plant is genoemd naar Christian Friedrich Ecklon, een van de vroege botanische onderzoekers van de Kaap. De soort werd in 1837 onder de naam Dimorphotheca eckloni beschreven door Augustin Pyramus de Candolle. De plant is aan het eind van de 19e eeuw in Europa geïntroduceerd.

## Giftig
De plant zou blauwzuur bevatten waardoor deze giftig is voor vee.

## Namen
De Spaanse margriet wordt ook wel veldster of Kaapse margriet genoemd, en in het Afrikaans jakkalsbos, Vanstadensrivier madeliefie of Sondagsrivier madeliefie.

## Balkonplant van het jaar
Volgens het Belgische blad Tuingids was de Spaanse margriet balkonplant van het jaar 2007.

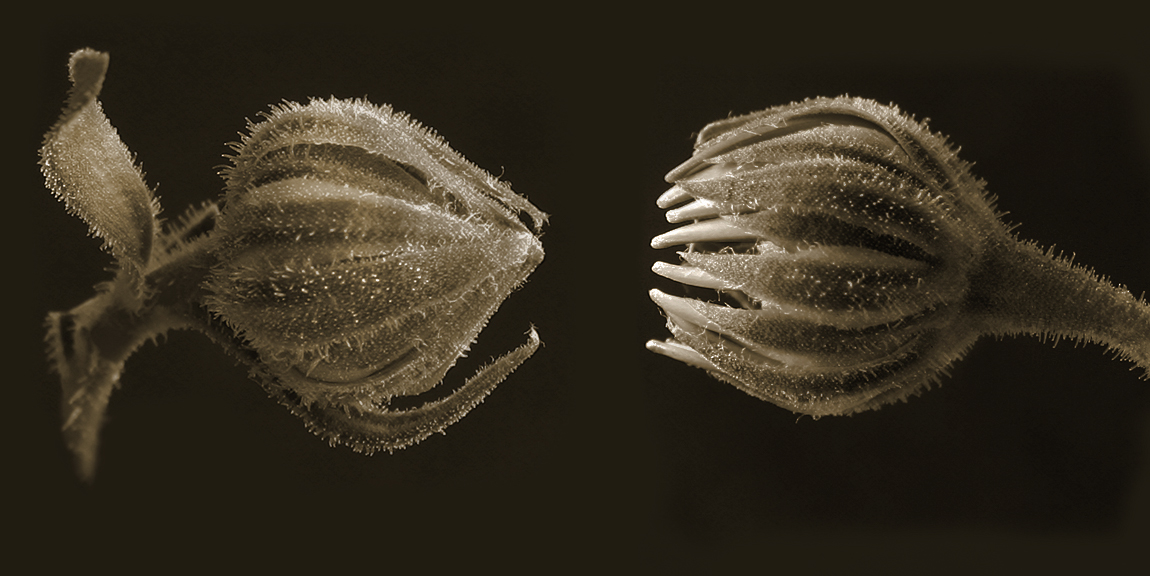
Bloemknoppen
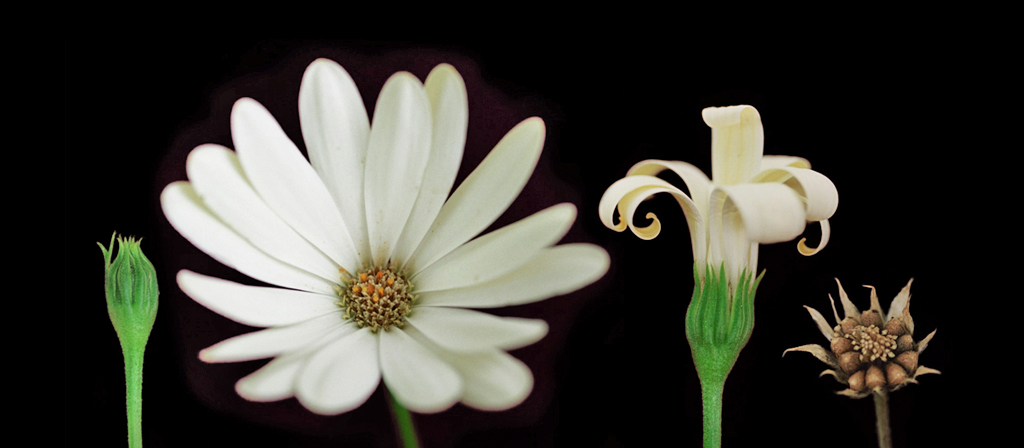
Levensloop
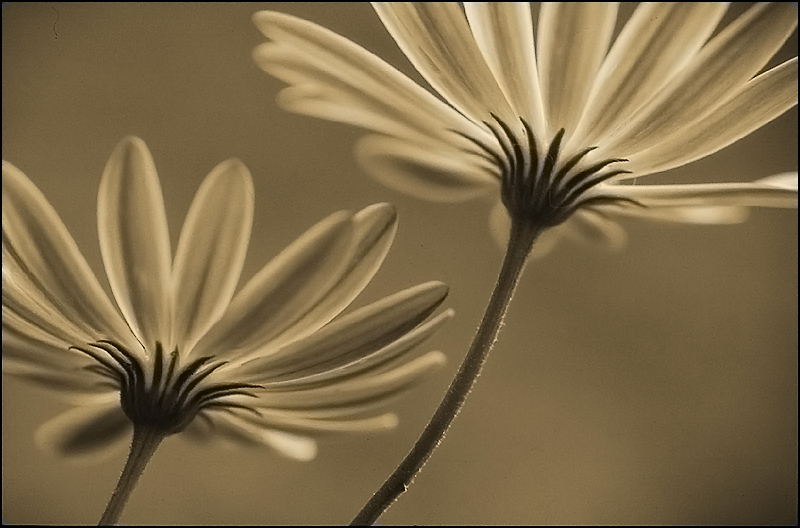
In bloei
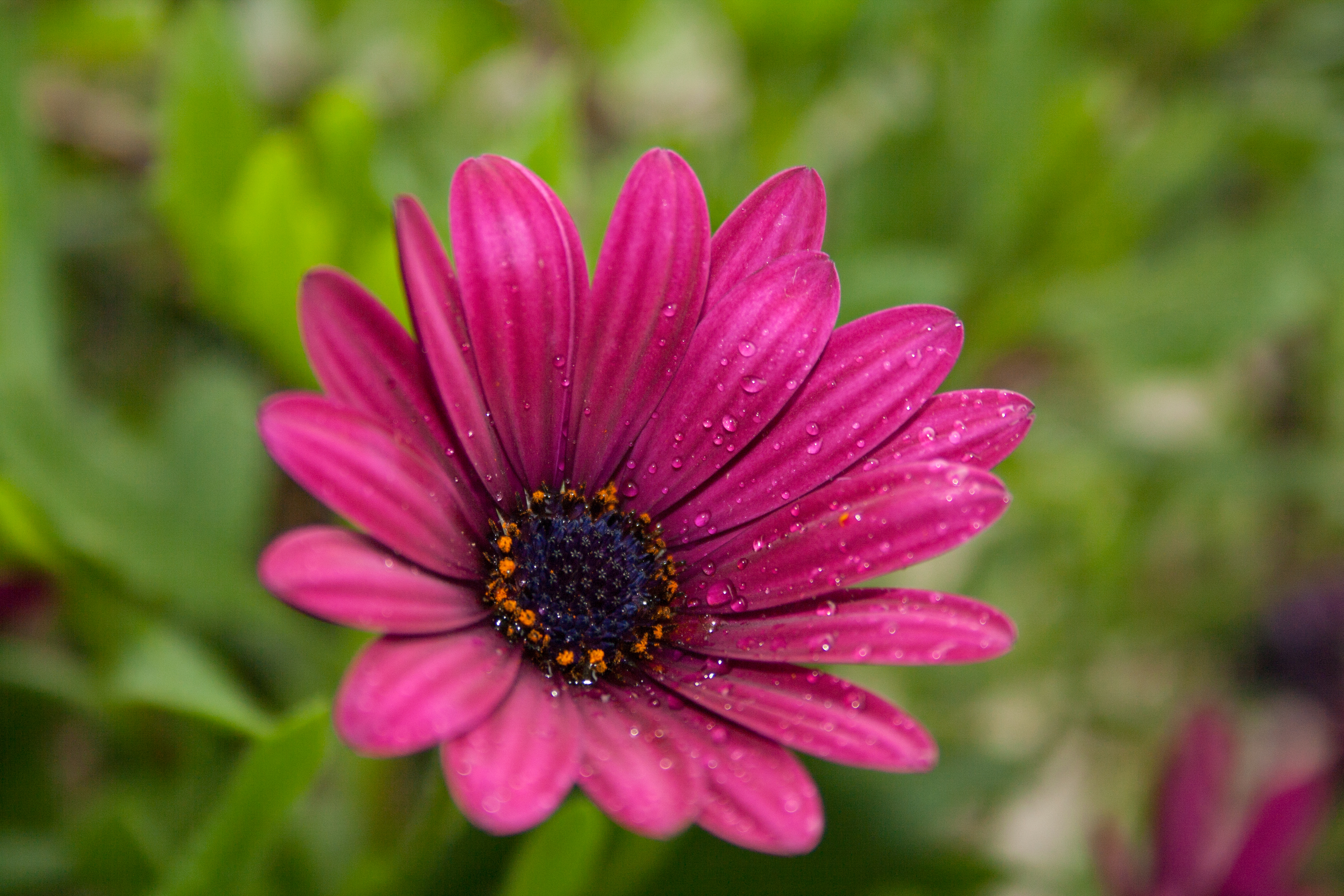
Roze variant